# قرار مجلس الأمن التابع للأمم المتحدة رقم 2122
قرار مجلس الأمن التابع للأمم المتحدة رقم 2122، المتخذ بالإجماع في 18 أكتوبر 2013.

## روابط خارجية
- نص القرار في undocs.org